# Kameň na Obu
Kameň na Obu (rusky Камень-на-Оби – Kameň-na-Obi) je město v Altajském kraji v Ruské federaci. Při sčítání lidu v roce 2010 měl přes třiačtyřicet tisíc obyvatel.

## Poloha a doprava
Město leží na Západosibiřské rovině na levém, západním břehu Obu. Od severozápadu k městu zasahují výběžky hřebene Salairského krjaže. Jižně od města začíná Kulundský magistrální kanál.
Ve městě je železniční most přes Ob na trati Omsk–Karasuk–Novoaltajsk–(Barnaul). Je zde říční přístav na Obu.

## Dějiny
Obec Kameň (odpovídá českému kámen, skála) vznikla roku 1751 a až do konce 19. století byla významná především obchodem s obilím. Z tohoto hlediska patřila k nejvýznamnějším v Barnaulském újezdu Tomské gubernie. V roce 1915 byla povýšena na město a od roku 1933 má oficiální přídomek na Obu.
Během druhé světové války se město dále rozvíjelo jako centrum významné zemědělské oblasti. V polovině 60. let bylo připojeno na železniční síť. Mezi lety 1973–1983 byl budován Kulundský magistrální kanál, který si bere vodu jižně od města a zavlažuje za zemědělským účelem step západně od Obu. V roce 1979 zde bylo vybudováno největší obilné silo v asijské části Sovětského svazu.

### Rodáci
- Ivan Alexandrovič Pyrjev (1901–1968), režisér